# Stellaria solaris
Stellaria solaris (nomeada, em inglês, sunburst carrier-shell; na tradução para o português, "concha-transportadora-da-explosão-solar") é uma espécie de molusco gastrópode marinho pertencente à família Xenophoridae, na ordem Littorinimorpha. Foi classificada por Carolus Linnaeus, em 1764, originalmente denominada Trochus solaris e considerada, no século XX, única espécie de seu gênero (táxon monotípico de Stellaria; agora com mais espécies, sendo esta a espécie-tipo); distribuída pela região sul da África e costas do Indo-Pacífico, na areia da zona nerítica até profundidades consideráveis. A definição Stellaria é proveniente de estrela; solaris deriva de sol.[carece de fontes?]

## Descrição da concha
Concha de formato circular, em vista superior ou inferior, e cônica de espiral baixa, em vista lateral, chegando até pouco mais de 13.5 centímetros, quando desenvolvida e de coloração pardo-clara, bem pálida a amarelada. Ela é caracterizada por suas projeções tubulares, planas e de pontas rombudas, irradiando-se de suas voltas e tornando-se impressas na superfície da concha, esta levando poucos ou nenhum objeto aderido às suas voltas, ao contrário da maioria dos Xenophoridae, as "conchas-transportadoras". Em vista inferior possui um profundo umbílico e uma escultura radial fina, sobre a superfície da sua concha.

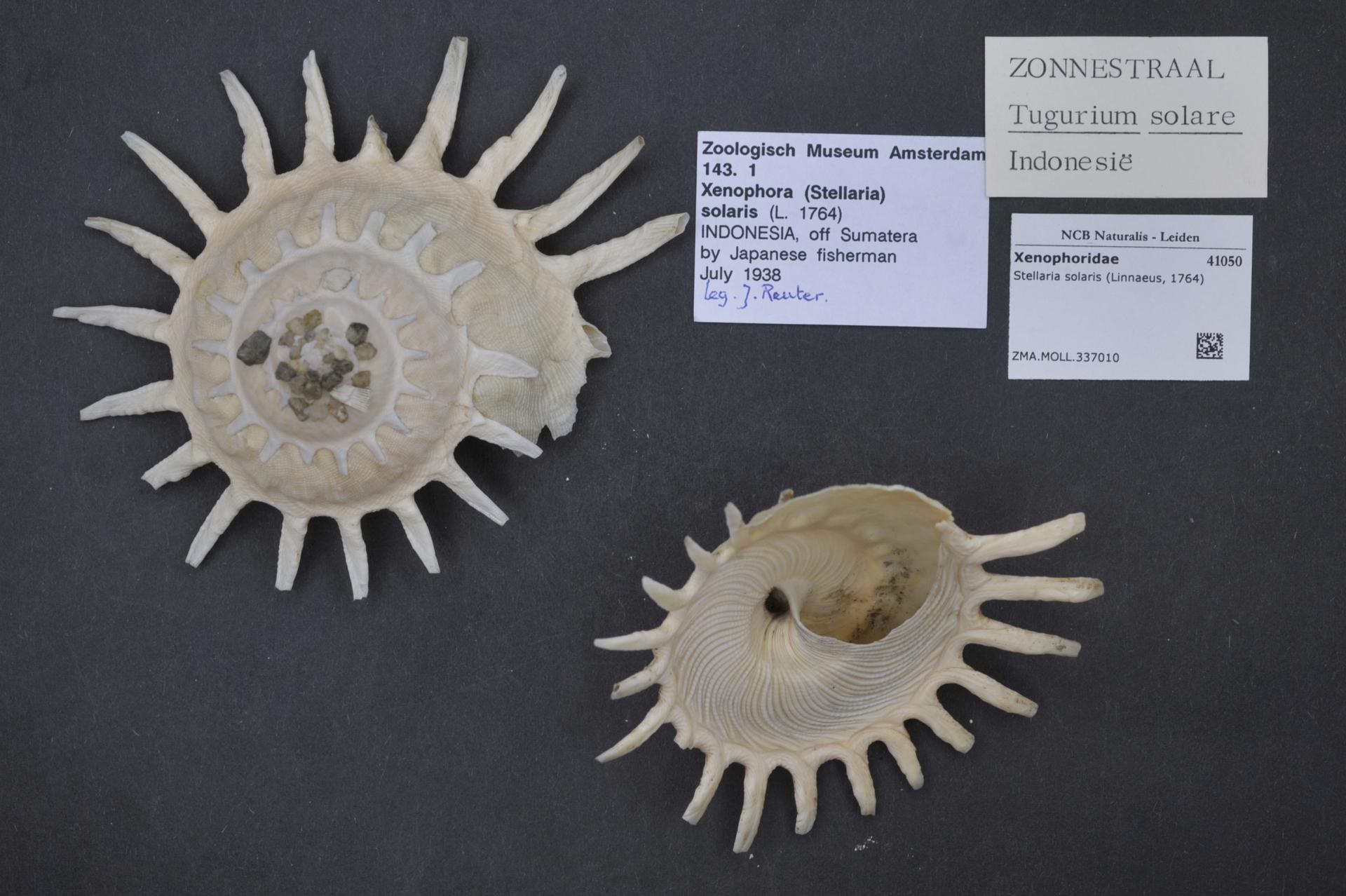
Duas concha de S. solaris (Linnaeus, 1764)[1] coletadas em Sumatra, na Indonésia, e pertencentes à coleção do Museu de História Natural de Leiden.